# Folgosa (Armamar)
Folgosa is een plaats (freguesia) in de Portugese gemeente Armamar en telt 503 inwoners (2001).